# 임천명
임천명(ChunMyeong Lim)은 서울특별시 출생/경기도 부천시 출신 기업인, 금융인이다.

## 경력
現 주식회사 온누리디앤티 대표이사
現 주식회사 온누리물산 대표이사
現 주식회사 쇼핑코리아 대표이사
現 무역대행, 수출대행, 수입대행, 국내/해외 마케팅대행 '온누리 D&T' 운영
現 식품 수입유통 운영
現 Global Buying Agent Service 'Shopping Korea' 운영